# Adam Halber
Adam Halber (ur. 7 listopada 1948 w Bydgoszczy, zm. 25 lutego 2015 w Warszawie) – polski dziennikarz i polityk, poseł na Sejm I i II kadencji (1991–1997), członek Krajowej Rady Radiofonii i Telewizji (1997–2003).

## Życiorys
Syn Zygmunta i Zofii. W latach 60. działał w 16. Warszawskiej Drużynie Harcerzy. W 1966 ukończył XIV Liceum Ogólnokształcące im. Klementa Gottwalda w Warszawie, a w 1972 studia na Wydziale Maszyn Roboczych i Pojazdów Politechniki Warszawskiej. W latach 1970–1985 był działaczem klubu „Stodoła”. Pracował jako dziennikarz, związany z m.in. z czasopismami „Radar”, „Magazyn Muzyczny”, „Pan”. W latach 1976–1997 współpracował z Polskim Radiem i Rozgłośnią Harcerską (m.in. przy audycjach Muzyka nocą, Sygnały dnia, Lato z radiem). W latach 1976–1985 przewodniczył Krajowej Radzie Prezenterów Dyskotek. Zasiadał w gronie ekspertów w dziedzinie muzyki rozrywkowej w teleturnieju „Wielka gra”.
Sprawował mandat posła na Sejm I kadencji, wybranego z listy Polskiej Partii Przyjaciół Piwa. Należał do tzw. frakcji Małe Piwo, przekształconej w 1992 w Koło Poselskie „Spolegliwość”, następnie przeszedł do Sojuszu Lewicy Demokratycznej. Z ramienia tego ugrupowania sprawował mandat posła II kadencji, wybranego z listy ogólnopolskiej kandydując w okręgu warszawskim. Od 1997 do 2003 był członkiem Krajowej Rady Radiofonii i Telewizji.
W 1993 wystąpił w roli polityka w filmie telewizyjnym Tylko strach w reż. Barbary Sass. Na łamach „Tygodnika Angora” redagował cykl Jak powstają przeboje?, w którym przedstawiał historię powstania konkretnej piosenki – polskiej lub zagranicznej, która weszła do kanonu muzyki rozrywkowej. Cykl ten prezentowany był również w formie cotygodniowej audycji na antenie Programu I Polskiego Radia.
Był ojcem Małgorzaty Halber. 
Pochowany 6 marca 2015 na warszawskim cmentarzu w Aleksandrowie.

## Odznaczenia i wyróżnienia
W 1995 otrzymał nagrodę ZAiKS-u za popularyzację polskiej twórczości.
Pośmiertnie w 2015 odznaczony przez Bronisława Komorowskiego Krzyżem Kawalerskim Orderu Odrodzenia Polski.

## Wyniki wyborcze
| Wybory | Komitet wyborczy | Komitet wyborczy              | Organ            | Okręg | Wynik |
| ------ | ---------------- | ----------------------------- | ---------------- | ----- | ----- |
| 1991   |                  | Polska Partia Przyjaciół Piwa | Sejm I kadencji  | nr 37 | 2861  |
| 1993   |                  | Sojusz Lewicy Demokratycznej  | Sejm II kadencji | nr 1  | 419   |